# Peperomia pinoi
Peperomia pinoi är en pepparväxtart som beskrevs av G.Mathieu. Peperomia pinoi ingår i släktet peperomior, och familjen pepparväxter. Inga underarter finns listade i Catalogue of Life.